# Richard Griffiths
Richard Griffiths (Thornaby-on-Tees, 1947. július 31. – Coventry, 2013. március 28.) Tony-díjas angol színész. Legismertebb alakítását a Harry Potter-filmek Vernon bácsikájaként nyújtotta. 

## Élete
1947. július 31-én született a Yorkshire északi részén fekvő Thornaby-on-Tees-ben, Jane Ann (1899-1976) és Thomas Griffiths (1915-1976) gyermekeként.
2013. március 28-án, 65 éves korában hunyt el a Coventry-i Egyetemi Kórházban, miután szívműtétjét követően szövődmények léptek fel nála.

## Magánélete
1973-ban ismerkedett meg Heather Gibsonnal, akivel 1980-ban házasodott össze. Gyermekük nem született.
Ő volt Jack Whitehall humorista keresztapja.

## Filmográfia

### Film
| Év   | Magyar cím                                 | Eredeti cím                                   | Szerep                                             | Magyar hang     |
| ---- | ------------------------------------------ | --------------------------------------------- | -------------------------------------------------- | --------------- |
| 1977 |                                            | It Shouldn't Happen to a Vet                  | Sam Broadbent                                      |                 |
| 1980 | Üvegtörők                                  | Breaking Glass                                | stúdiómérnök                                       |                 |
| 1980 | Superman II.                               | Superman II                                   | terrorista                                         | Balázsi Gyula   |
| 1981 | Tűzszekerek                                | Chariots of Fire                              | A Caius College főportása                          | Horkai János    |
| 1981 | A francia hadnagy szeretője                | The French Lieutenant's Woman                 | Sir Tom                                            | Kun Vilmos      |
| 1981 | Ragtime                                    | Ragtime                                       | Delmas asszisztense                                | Avar István     |
| 1982 | Britannia gyógyintézet                     | Britannia Hospital                            | Cheerful Bernie                                    |                 |
| 1982 | Gandhi                                     | Gandhi                                        | Collins                                            | Lőte Attila     |
| 1983 | Gorkij Park                                | Gorky Park                                    | Anton                                              | Barbinek Péter  |
| 1984 | Tarzan, a majmok ura                       | Greystoke: The Legend of Tarzan               | Billings kapitány                                  |                 |
| 1984 | Magánpraxis                                | A Private Function                            | Henry Allardyce könyvelő                           | Csuja Imre      |
| 1986 | Sanghaji meglepetés                        | Shanghai Surprise                             | Willie Tuttle                                      | Szabó Ottó      |
| 1987 | Mi ketten                                  | Withnail and I                                | Monty bácsi                                        | Balázs Péter    |
| 1991 | Ne folytassa, felség!                      | King Ralph                                    | Duncan Phipps                                      | Makay Sándor    |
| 1991 | Csupasz pisztoly 2 és 1/2                  | The Naked Gun 2½: The Smell of Fear           | Dr. Albert S. Meinheimer / Earl Hacker             | Horkai János    |
| 1992 | Kend a portásra!                           | Blame It on the Bellboy                       | Maurice Horton                                     | Beregi Péter    |
| 1994 | Az öreg hölgy és a testőr                  | Guarding Tess                                 | Frederick                                          | Verebély Iván   |
| 1995 | Nevess, ha fáj!                            | Funny Bones                                   | Jim Minty                                          |                 |
| 1999 | Az Álmosvölgy legendája                    | Sleepy Hollow                                 | Philipse magisztrátus                              | Kránitz Lajos   |
| 2000 | Vatel                                      | Vatel                                         | Dr. Bourdelot                                      | Kránitz Lajos   |
| 2001 | Harry Potter és a bölcsek köve             | Harry Potter and the Philosopher's Stone      | Vernon Dursley                                     | Balázs Péter    |
| 2002 | Harry Potter és a Titkok Kamrája           | Harry Potter and the Chamber of Secrets       | Vernon Dursley                                     | Balázs Péter    |
| 2004 | Harry Potter és az azkabani fogoly         | Harry Potter and the Prisoner of Azkaban      | Vernon Dursley                                     | Balázs Péter    |
| 2004 | Nőies játékok                              | Stage Beauty                                  | Sir Charles Sedley                                 | Harsányi Gábor  |
| 2005 | Galaxis útikalauz stopposoknak             | The Hitchhiker's Guide to the Galaxy          | Jeltz (hangja)                                     |                 |
| 2005 | A szerelem nyomában                        | Opa!                                          | Tierrney                                           | Koroknay Géza   |
| 2006 | Vénusz                                     | Venus                                         | Donald                                             | Koroknay Géza   |
| 2006 | Osztályon felül                            | The History Boys                              | Hector                                             | Koroknay Géza   |
| 2007 | Harry Potter és a Főnix Rendje             | Harry Potter and the Order of the Phoenix     | Vernon Dursley                                     | Balázs Péter    |
| 2008 | Esti mesék                                 | Bedtime Stories                               | Barry Nottingham                                   | Papp János      |
| 2010 |                                            | National Theatre Live: The Habit of Art       | Fitz / W.H. Auden                                  |                 |
| 2010 |                                            | Jackboots on Whitehall                        | Hermann Göring (hangja)                            |                 |
| 2010 | Harry Potter és a Halál ereklyéi 1.        | Harry Potter and the Deathly Hallows – Part 1 | Vernon Dursley                                     | Balázs Péter    |
| 2011 | A Karib-tenger kalózai: Ismeretlen vizeken | Pirates of the Caribbean: On Stranger Tides   | György August király                               | Koroknay Géza   |
| 2011 | A leleményes Hugo                          | Hugo                                          | Monsieur Frick                                     | Várkonyi András |
| 2012 |                                            | Private Peaceful                              | ezredes                                            |                 |
| 2013 | Időről időre                               | About Time                                    | Ügyvéd a színházi darabban (posztumusz megjelenés) | Vass Gábor      |

## Díjak és jelölések
- 2007 - BAFTA-jelölés - Legjobb férfi alakítás -  (Osztályon felül)